# Gondwâna
Cet article concerne la région située en Inde. Pour l'ancien supercontinent, voir Gondwana. Pour les autres significations, voir Gondwana (homonymie).
Le Gondwâna (en hindi : गोंडवाना ou API : /gõːɖʋɑːn̪ɑː/) est l'ancien nom d'une région de l'Inde centrale située à cheval sur l'Andhra Pradesh, le Madhya Pradesh, le Maharashtra et l'Orissa qui correspondait à la zone de peuplement des aborigènes Gonds qui en furent dans le passé la population régnante.
Du XIIe siècle au XVIIIe siècle, les Gonds constituent plusieurs royaumes qui dominent cette région vallonnée, construisant de grandes villes ceinturées de murailles dont la première est fondée à Sirpûr vers 1240, et accumulant de grandes richesses. La capitale est déplacée plusieurs fois, à Chanda et à Mandlâ en particulier.
Les territoires gonds, gouvernés par Durgâvatî, une reine d'origine Chandelâ ayant épousé un râja des Gond, sont conquis par Abûl Hasan Âsaf Khân, le père de Mumtâz Mahal, pour le compte d'Akbar en 1564. Ils conservent cependant une relative indépendance durant l'Empire moghol, ce dernier se contentant de preuves de soumission et de paiements épisodiques de tributs. Cependant lorsque l'Empire marathe se constitue au XVIIIe siècle, les royaumes gonds offrent peu de résistance et la population aborigène se réfugie dans des zones plus difficilement accessibles et plus sûres, le Gondwâna étant intégré aux territoires du râja Bhonsla de Nâgpur, où il restera jusqu'en 1853, date à laquelle les Britanniques s'en emparent.
Le supercontinent Gondwana, apparu lors de la fragmentation de Pangée, a été nommé par Eduard Suess d'après le Gondwâna.